# おまえのなつやすみ
『おまえのなつやすみ』とは、2004年3月26日にFlyingShine黒から発売されたアダルトゲームである。実質的な開発者は旧CRAFTWORKの長岡建蔵・さっぽろももこ・石埜三千穂である。
本項では、2006年2月24日に発売された続編『おまな2 おまえんち萌えてるぞ』についても解説する。

## 解説
本作はばかばかしいまでにストレートな性的描写と不条理なギャグ、さらには暑苦しい性格の主人公を特徴としている。
システム面の特徴として、主人公の名前を変更しようとすると強制的に「おまえ」に設定されてしまうという仕様がある。
2007年11月29日にはBlack RainbowからDVDPG版が発売された。

## あらすじ

### おまえのなつやすみ
あつしは家族でハワイへ旅行に行くと周囲に話していたが、実際は両親だけが旅行に行ってしまい、義妹のころなとともに留守番を押し付けられてしまった。
ころなもあつしと同じようなことをしたため、二人は家の中にこもらざるを得なくなってしまった。
そこへ、従妹のほむらが兄妹を心配して家に来た結果、騒動はさらに大きくなるのであった。

### おまな2 おまえんち萌えてるぞ
ころなは街でスカウトに声をかけられたことを機にオーディションに出ることにした。
あつしが妹をオーディションに受からせるべくころなを特訓させていたとき、同じ目標を持つ氷室兄妹があらわれた。
成り行きで氷室兄妹と合同で特訓することになった火野兄妹だが、各々の個性が爆発した結果、特訓は波乱をきわめるのであった。

## 登場人物
火野あつし
本作の主人公。
見栄っ張りで思い込みが激しく暑苦しい人物である。
火野ころな
声 - 大波こなみ
あつしの義妹で、義兄同様見栄っ張りだが理屈に弱いため、兄の屁理屈に負けている。
水泳部に所属している。
火野ほむら
声 - 島香麗子
火野兄妹の従姉で、様子を見に来たところを巻き込まれた。クールでおっとりしているようだが、実際は兄妹同様見栄っ張りである。

### おまな2からの登場人物
氷室 リョウ
あつしの幼馴染兼ライバル。気取り屋で見栄っ張り。
氷室 レイナ
声 - 大花どん
リョウの妹。皮肉屋で見栄っ張り。
氷室 レイコ
声 - 野神奈々
氷室兄妹の母親で元女優。一見すると妖婦だが、息子への溺愛ぶりが高じて見栄っ張りになる時がある。

## 批評
パソコンゲーム誌の編集者である前田尋之の公式サイト「電脳世界のひみつ基地」では、前述の名前変更に関する仕様や、アダルトゲームとしては珍しくHシーンよりもギャグシーンの差分が多いことなどについて触れ、見事なまでのバカゲーで、エロさはそれほどでもないと評価されている。